# Куика
Куи́ка (порт. Cuíca - опоссум, реже Quíca) — бразильский ударный музыкальный инструмент из группы фрикционных барабанов, наиболее часто применяемый в самбе. Имеет скрипучий, резкий тембр высокого регистра.
Название говорит само за себя: тембр инструмента похож на писк серого четырёхглазого опоссума.
Представляет собой цилиндрический металлический (первоначально деревянный) корпус, диаметром 6-10 дюймов. На одну из сторон корпуса натягивается кожа, другая сторона остается открытой. С внутренней стороны, к центру и перпендикулярно кожаной мембране крепится бамбуковая палочка. Инструмент вешается сбоку на уровне груди с помощью ремня. Играя на куике, музыкант трёт палочку вверх и вниз, с помощью влажной материи, зажатой в одной руке, давя большим пальцем другой руки на кожаную мембрану с внешней стороны, в области крепления палочки. Трущие движения порождают звук, тон же изменяется в зависимости от степени давления на мембрану.
Куика играет важную ритмическую роль в музыке самба всех направлений. Примечательно использование инструмента группами выступающих на карнавале в Рио-де-Жанейро, в ритм-секциях исполнителей на куике. При отсутствии подобных музыкантов, бразильские певцы могут имитировать звук куики.
Дополнительные примеры звучания куики.
Видео-отрывки игры на куике
Примеры игры на куике можно встретить у следующих исполнителей:
- «Me and Julio Down by the Schoolyard» Пола Саймона (Слушать[3])
- «To Claudia On Thursday», The Millennium (Слушать[3])
- «Tropicalia» из альбома Mutations, Бека (Слушать[3])
- «Enid», Barenaked Ladies (Слушать[3])
- «Could You Be Loved» Боба Марли (Слушать[3])
- «The Warmth of Your Breath» из альбома Give a Monkey a Brain and He’ll Swear He’s the Center of the Universe, Fishbone (Слушать[3])
- «Walkabout» группы Red Hot Chili Peppers (Слушать[3])
- «Capitan Bacardi», Антонио Карлос Жобим (Слушать[3])
- «Capoeira Do Brasil», Сержио Мендес (Слушать[3])
- «Deixa Eu Dizer», Cláudya[англ.] (Слушать[3])
- «Soul Bossa Nova» (Куинси Джонс) (Слушать[3])
- «Tante Agathe» (в исполнении оркестра Поля Мориа) (Слушать[3])